# Outotec
Outotec Oyj (ehemals Outokumpu Technology Oyj) war ein finnisches Unternehmen mit Firmensitz in Espoo. Es bot Technologien und Dienstleistungen für metall- und mineralverarbeitende Industrien und war weltweit in über 20 Ländern vertreten. Outotec hatte sich auf Produktionsmaschinen und Methoden im Produktionsprozess der Metall- und Mineralgewinnung spezialisiert. Ein wesentlicher Bestandteil dieses Portfolio waren die Verfahren für die Aufbereitung bzw. metallurgische Verarbeitung von Eisen- und Nichteisen-Erzen sowie die Produktion von Schwefelsäure, Schwefeltrioxid (SO3) sowie Schwefeldioxid (SO2) etc.

## Geschichte
Outotec gehörte anfangs zum finnischen Unternehmen Outokumpu. Im Juni 2006 wurde Outotec als eigenständige Gesellschaft abgetrennt und ging am 10. Oktober 2006 an die Börse Helsinki.
Am 1. Juli 2020 fusionierten der Bereich Zuschlagstoffe, Mineralverarbeitung, Metallveredelung und die Recyclingindustrie von Metso und Outotec zu Metso Outotec